# Ray Phiri

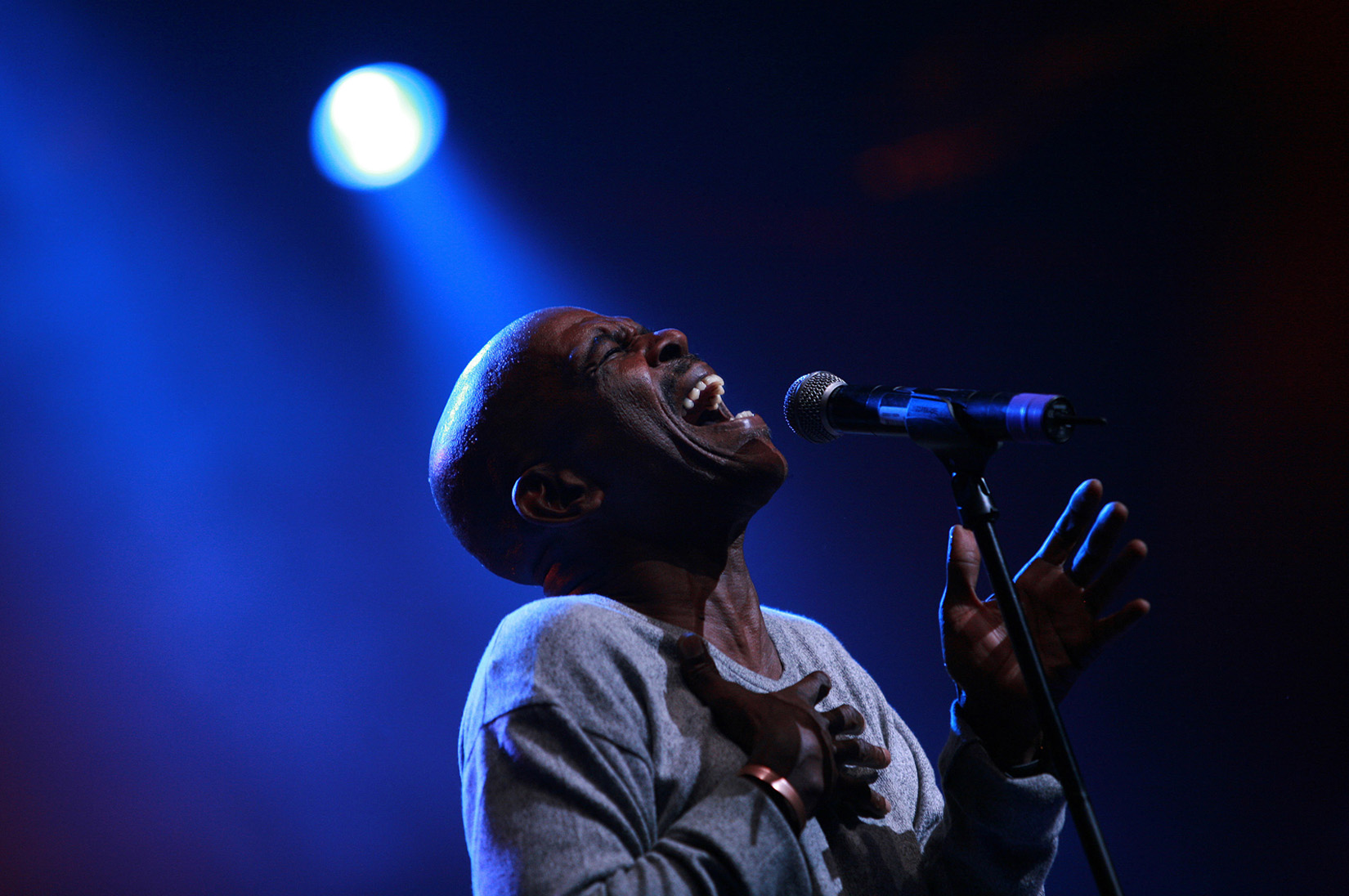
Ray Phiri (2007)

Raymond „Ray“ Chikapa Enock Phiri (* 23. März 1947 in Hermansberg bei Mbombela; † 12. Juli 2017 in Mbombela) war ein südafrikanischer Fusion- und Mbaqangamusiker (Gitarre, Gesang).
Phiri, dessen aus Malawi stammender Vater ebenfalls Gitarrist war, spielte seit 1962 Gitarre. Er gehörte in den 1970er Jahren mit Jacob „Mpharanyana“ Radebe und West Nkosi zu den Gründungsmitgliedern der Cannibals, denen er bis zu ihrer Auflösung 1981 angehörte. Dann gründete er die Band Stimela, mit der er sehr erfolgreich war. International bekannt wurde er durch seine Zusammenarbeit mit Paul Simon in dessen Graceland-Projekt und dem Folge-Album The Rhythm of the Saints. Er trat auch bei den sich daran anschließenden Konzerten auf, einschließlich des Gratiskonzerts am 15. August 1991 im Central Park vor etwa 600.000 bis 750.000 Zuhörern. 1992 veröffentlichte er sein Soloalbum People Don’t Talk so Let’s Talk.
2006 gründete Phiri die Musikschule Ray Phiri Arts Institute in KaNyamazane bei Nelspruit, dem heutigen Mbombela. 2011 erhielt er den Order of Ikhamanga in Silber. Er starb 2017 an Lungenkrebs.